# Dialog Axiata
Dialog Axiata (ex Dialog Telekom) è una società di telecomunicazioni singalese con 10,14 milioni di iscritti.
Dialog è una filiale di Axiata Group Berhad che detiene l'83,32% della proprietà, il restante è di proprietà statale.
La società è quotata nella Borsa di Colombo da giugno 2005.